# Kunstraum Neuss
Der Kunstraum Neuss ist ein kleines Museum für Kunst an der Deutschen Straße 2 im Bereich des Alten Stadtgartens in einer ehemaligen Trafostation. Es wurde ursprünglich 1985 von Günter Meuter gegründet und zog später hierhin um. Zu den Räumlichkeiten zählt eine kleine Gastronomie.